# Besserwisserne
Besserwisserne er et politisk TV-program på TV2 der udkommer hver fredag. Værten Ask Rostrup inviterer hver uge kendte politiske kommentatorer − såkaldte Besserwissere − i studiet for at analysere hvad der er sket i den forgangne uge i dansk politik.
"Bezzerwissere" som har deltaget i programmet, inkluderer bl.a.:
- Hans Engell, politisk kommentator
- Søs Marie Serup, politisk kommentator
- Noa Redington, politisk kommentator
- Jarl Cordua, polittisk kommentator
- Lars Trier Mogensen, politisk kommentator, Information
- Elisabet Svane, politisk analytiker, Politiken
- Joachim B. Olsen, politisk kommentator, B.T.
- Bent Winther, politisk kommentator, Berlingske
- Erik Holstein, politisk kommentator, Altinget.dk
- Jesper Vestergren, politisk analytiker, TV 2
- Hans Redder, politisk redaktør, TV 2
- Niels Thulesen Dahl, politisk analytiker, Jyllands-Posten
- Casper Dall, politisk redaktør, Avisen Danmark
- Pernille Skipper, politisk kommentator TV 2 News
- Marchen Neel Gjertsen, chefredaktør Jyllands posten